# Chidobe Awuzie
Chidobe Awuzie (San Jose, 24 maggio 1995) è un giocatore di football americano statunitense che milita nel ruolo di cornerback per i Cincinnati Bengals della National Football League (NFL).

## Carriera professionistica

### Dallas Cowboys
Awuzie al college giocò a football con i Colorado Buffaloes dal 2013 al 2016, venendo inserito nella formazione ideale della Pac-12 Conference nell'ultima stagione. Fu scelto nel corso del secondo giro (46º assoluto) nel Draft NFL 2017 dai Dallas Cowboys. Debuttò come professionista subentrando nella gara del primo turno contro i New York Giants mettendo a segno 4 tackle. La settimana seguente disputò la prima gara come titolare contro i Denver Broncos.

### Cincinnati Bengals
Il 16 marzo 2021 Awuzie firmò un contratto triennale del valore di 21,75 milioni di dollari con i Cincinnati Bengals. Il 13 febbraio 2022 partì come titolare nel Super Bowl LVI ma i Bengals furono sconfitti dai Los Angeles Rams per 23-20.

### Tennessee Titans
Il 14 marzo 2024 Awuzie firmò un contratto triennale con i Tennessee Titans.

## Palmarès
- American Football Conference Championship: 1

Cincinnati Bengals: 2021